# Carlos Thays
Carlos Thays (20 de agosto de 1849 - 31 de janeiro de 1934) foi um arquiteto e paisagista franco-argentino, além de aluno do paisagista francês Édouard André.

## Biografia
Nascido Jules Charles Thays em 1849 na cidade de Paris, França, Carlos Thays chegou na Argentina em 1889 depois de uma recomendação de Jean Alphand para o pioneiro argentino Miguel Crisol, que contratou Thays para projetar o Parque Sarmiento em Córdova. Durante seu tempo em Córdova, Thays apaixonou-se com o país e decidiu passar o resto de sua vida na Argentina. Depois de se mudar para Buenos Aires ele foi nomeado o diretor de parques e pontes para pedestres em 1891. Este cargo lhe deu influência significativa sobre o modelo arquitetônico dos espaços abertos da cidade e seu legado ainda é fortemente presente nestes espaços da cidade atual.
Grandes projetos incluem a plantação de árvores ao longo de ruas, remodelação de praças públicas e pontes para pedestres bem como projetos de parques completamente novos e expansão de outros mais antigos. Parques importantes que mostram especialmente a influência de Carlos em Buenos Aires são o Centenario, Lezama, Patricios, Barrancas de Belgrano e as praças Constitución, Congressional Plaza e a Praça de Maio. A herança francesa de Thays reflete-se em vários de seus projetos, tanto que os parques porteños são frequentemente comparados com os desenhos parecidos em Paris.
Um dos maiores trabalhos de Carlos foi o Parque Tres de Febrero, uma área grande de chão aberto que cobre vários quilômetros quadrados cheios de milhares de árvores, flores, várias fontes e monumentos no bairro de Palermo.
Um projeto que tratava com carinho foi o Jardim Botânico de Buenos Aires, para o qual ele pediu ao governo local quase 8 hectare de terreno. O projeto, feito por Thays, mostrava plantas organizadas por continente, com uma grande seção dedicada às plantas nativas da Argentina, que eram ignoradas na jardinagem daquele tempo. O jardim tem o primeiro Ginkgo biloba a ser plantado na Argentina. Completado em 1898, tendo o seu nome, o Jardín Botánico Carlos Thays de la Ciudad Autónoma de Buenos Aires possui cinco estufas, uma das quais, construída na Exposition Universelle de 1889, foi trazida em partes da França para ser remontada. Também há, no local, uma casa de tijolos na arquitetura neogótica inglesa, dentro da qual o arquiteto morou durante a construção e plantio do jardim. Agora, ela serve de herbário e de pequena biblioteca sobre botânica.

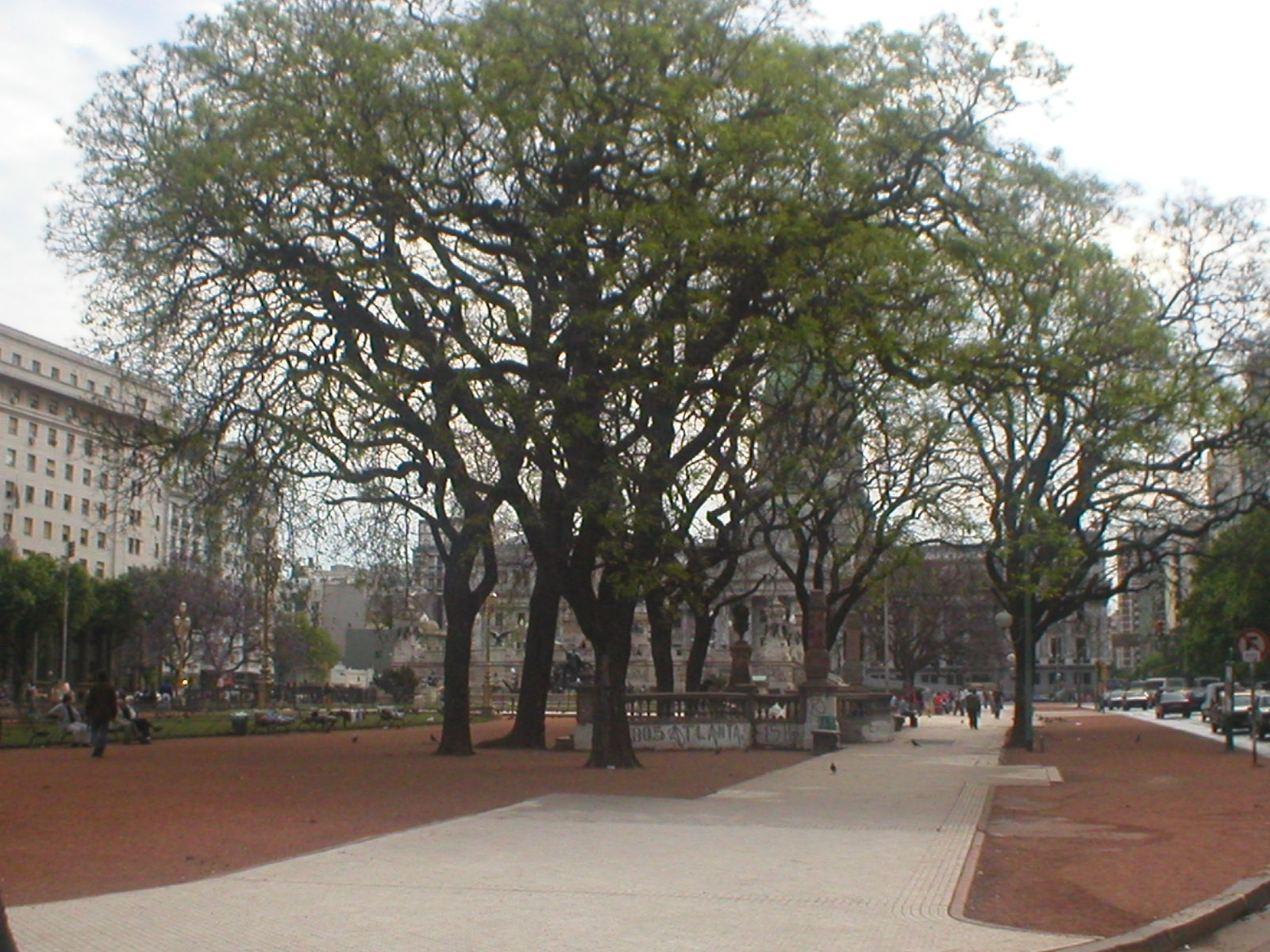
Praça do Congresso em Buenos Aires.

Apesar de Thays trabalhar principalmente em Buenos Aires por muitos anos, ele também trabalhou em outros projetos cívicos em outras áreas da Argentina, remodelando o Parque Sarmiento em Córdoba, projetando o Parque 9 de Julio em San Miguel de Tucumán, o Parque de la Independencia em Rosário e o Parque General San Martín em Mendoza Thays também projetou os terrenos do luxuoso Club Hotel de la Ventana, perto de Sierra de la Ventana na Província de Buenos Aires. Trabalhos fora da Argentina incluem o planejamento urbano do bairro residencial de Carrasco, ajuda no planejamento do Parque Rodó e o desenho do Plaza Independencia em Montevidéu, no Uruguai.
A época em que Thays mais trabalhou em Buenos Aires foi um período na história da cidade quando estava crescendo extremamente rápido como resultado da imigração, especialmente da Espanha e Itália. É frequentemente dito que, não fosse a insistência de Carlos em altos padrões e frequentes espaços abertos, grande parte destes espaços na cidade atual provavelmente não existiriam.
Junto do Perito Moreno e outras figuras proeminentes, fundou em 4 de julho de 1912 a Associação de Escoteiros da Argentina.
Carlos Thays morreu em Buenos Aires em 1934.